# Sanger (Kalifornia)
Sanger – miasto w Stanach Zjednoczonych, w stanie Kalifornia, w hrabstwie Fresno. Według spisu ludności przeprowadzonego przez United States Census Bureau w roku 2010, w Sanger mieszka 24 270 mieszkańców.